# Joyce Jameson
Pour les articles homonymes, voir Jameson.

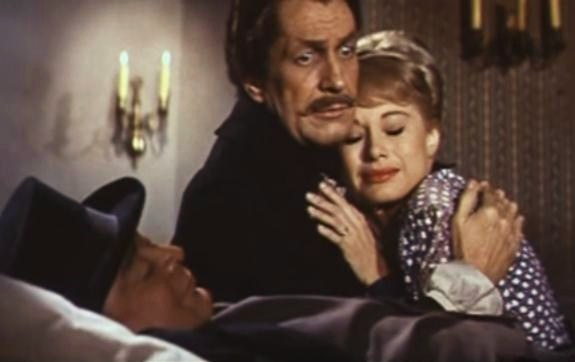
Avec Peter Lorre (couché) et Vincent Price, dans L'Empire de la terreur (1962)

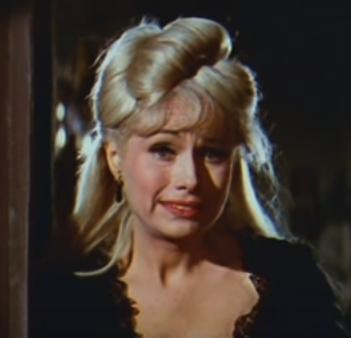
Dans Le croque-mort s'en mêle (1963)

Joyce Beverly Kingsley, née le 26 septembre 1932 à Chicago (Illinois) et morte le 16 janvier 1987 à Burbank (Californie), est une actrice américaine, connue sous le nom de scène de Joyce Jameson.

## Biographie
Au cinéma, Joyce Jameson débute comme showgirl dans le film musical Show Boat de George Sidney (1951, avec Kathryn Grayson et Ava Gardner).
Suivent vingt-trois autres films américains jusqu'en 1984, dont Contrebande au Caire de Richard Thorpe (1957, avec Robert Taylor et Dorothy Malone), La Garçonnière de Billy Wilder (1960, avec Jack Lemmon et Shirley MacLaine), Le croque-mort s'en mêle de Jacques Tourneur (1963, avec Vincent Price et Peter Lorre), Une rousse qui porte bonheur de Frederick de Cordova (1966, avec Elvis Presley et Donna Douglas), ou encore le western Josey Wales hors-la-loi de Clint Eastwood (1976, avec le réalisateur et Sondra Locke).
À la télévision américaine, elle apparaît dans quatre-vingt-deux séries entre 1953 et 1983, dont Cisco Kid (deux épisodes, 1956), Les Monstres (deux épisodes, 1965-1966), Sergent Anderson (deux épisodes, 1975) et L'Homme qui tombe à pic (un épisode, 1982).
S'ajoutent douze téléfilms, le premier diffusé en 1966 ; le dernier est Pray de Rick Friedberg (1980, avec Dabney Coleman).
En 1955, elle épouse en secondes noces le compositeur Billy Barnes (en) (1927-2012), dont elle divorce ultérieurement, auteur de deux revues produites à Broadway (New York) respectivement en 1959 et 1961, auxquelles l'actrice participe. Puis, pour sa troisième et dernière prestation au théâtre à Broadway en 1962, elle joue dans la pièce Venus at Large d'Henry Denker (avec Ernest Truex et David Wayne).
Joyce Jameson meurt prématurément en 1987, à 54 ans, par suicide (overdose de médicaments).

## Filmographie partielle

### Cinéma
- 1951 : Show Boat de George Sidney : une showgirl
- 1954 : Phffft! de Mark Robson : une secrétaire
- 1956 : Tension à Rock City (Tension at Table Rock) de Charles Marquis Warren : une chanteuse
- 1956 : Crime Against Joe de Lee Sholem : Gloria Wayne
- 1957 : Contrebande au Caire (Tip on a Dead Jockey) de Richard Thorpe : Sue Fan Finley
- 1960 : La Garçonnière (The Apartment) de Billy Wilder : la blonde
- 1962 : L'Empire de la terreur (Tales of Terror) de Roger Corman, segment Le Chat noir (The Black Cat) : Annabel Herringbone
- 1963 : The Balcony de Joseph Strick : une pénitente
- 1963 : Le croque-mort s'en mêle (The Comedy of Terrors) de Jacques Tourneur : Amaryllis Trumbull
- 1964 : Prête-moi ton mari (Good Neighbor Sam) de David Swift : Elsie Hooker
- 1966 : Une rousse qui porte bonheur (Frankie and Johnny) de Frederick de Cordova : Abigail
- 1966 : Quel numéro ce faux numéro ! (Boy, Did I Get a Wrong Number!) de George Marshall : une opératrice téléphonique
- 1968 : Le crime, c'est notre business (The Split) de Gordon Flemyng : Jennifer
- 1975 : La Course à la mort de l'an 2000 (Death Race 2000) de Paul Bartel : Grace Pander
- 1976 : Josey Wales hors-la-loi (The Outlaw Josey Wales) de Clint Eastwood : Rosie
- 1978 : Doux, Dur et Dingue (Every Which Way But Loose) de James Fargo : Sybil
- 1983 : L'Homme à femmes (The Man Who Loved Women) de Blake Edwards : une femme

### Télévision

#### Séries
- 1953 : Les Aventuriers du Far West (Death Valley Days), saison 1, épisode 7 The Chivaree de Stuart E. McGowan : Myrt Mullins
- 1956 : Cisco Kid (The Cisco Kid), saison 6, épisode 16 The Joker (Jill Stewart) de Leslie Goodwins et épisode 20 Roundup (Arizona Williams) de Leslie Goodwins
- 1957-1960 : General Electric Theater
  - Saison 5, épisode 29 Cab Driver (1957) de Don Weis : la blonde
  - Saison 7, épisode 1 Blaze of Glory (1958) de Don Weis : Gladys Arnold
  - Saison 8, épisode 30 The Ugly Duckling (1960) : Dulcibella
- 1960 : Échec et mat (Checkmate), saison 1, épisode 12 The Murder Game de Douglas Heyes : Millie Crowder
- 1961-1963 : Dobie Gillis (The Many Loves of Dobie Gillis)
  - Saison 2, épisode 19 Will Success Spoil Dobie's Mother? (1961) de Rod Amateau : Merilee Maribou
  - Saison 4, épisode 17 All Right, Dobie, Drop the Gun (1963 - Patsy) de Rod Amateau et épisode 31 Requiem for an Underweight Heavyweight (1963 - Lola LaVerne) de Rod Amateau
- 1962 : Gunsmoke ou Police des plaines (Gunsmoke ou Marshal Dillon), saison 7, épisode 29 The Summons d'Andrew V. McLaglen : Pearl
- 1963 : La Quatrième Dimension (The Twilight Zone), saison 4, épisode 12 Un rêve de génie (I Dream of Genie) de Robert Gist : une starlette
- 1963 : Suspicion (The Alfred Hitchcock Hour), saison 2, épisode 11 How to Get Rid of Your Wife d'Alf Kjellin : Rosie Feather
- 1963 : Sur le pont, la marine ! (McHale's Navy), saison 2, épisode 15 Orange Blossoms for McHale de Sidney Lanfield : Kate O'Hara
- 1963-1965 : Perry Mason, première série
  - Saison 7, épisode 8 The Case of the Floating Stones (1963) de Don Weis : Lorraine Iverson
  - Saison 8, épisode 19 The Case of the Feather Cloak (1965) de Jesse Hibbs : Dolly Jameson
- 1964 : L'Homme à la Rolls (Burke's Law, première série), saison 1, épisode 15 Qui a tué Jason Shaw ? (Who Killed Jason Shaw?) de Stanley Z. Cherry : Lucie Brewer
- 1964 : Mon Martien favori (My Favorite Martian), saison 2, épisode 12 Night Life of Uncle Martin d'Oscar Rudolph : Flossie
- 1965-1966 : Les Monstres (The Munsters)
  - Saison 1, épisode 22 Ça, c'est du rythme ! (Dance with Me, Herman, 1965) de Joseph Pevney : Mlle Valentine
  - Saison 2, épisode 16 Le Bon Cheval (Herman Picks a Winner, 1966) d'Ezra Stone : Lou
- 1966 : Des agents très spéciaux (The Man from U.N.C.L.E.), saison 2, épisode 16 Souvent blonde varie (The Dippy Blonde Affair) : Jojo Tyler
- 1967 : La Grande Vallée (The Big Valley), saison 2, épisode 21 Le sénateur fait mouche (The Haunted Gun) de Bernard McEveety : Pearl Adams
- 1967 : Annie, agent très spécial (The Girl from U.N.C.L.E.), saison unique, épisode 21 Le Mystère des Carpates (The Carpathian Killer Affair) de Barry Shear : Shirley Fummer
- 1967 : Papa Schultz ou Stalag 13 (Hogan's Heroes)
  - Saison 2, épisode 18 Le Cambriolage (The Great Brinksmeyer Robbery) : Mady Pfeiffer
  - Saison 3, épisode 4 Mata Hari (Sergeant Schultz Meets Mata Hari) de Gene Reynolds : Eva Mueller
- 1969 : Le Virginien (The Virginian), saison 8, épisode 1 The Long Ride Home de Charles S. Dubin : Millie
- 1971 : La Nouvelle Équipe (The Mod Squad), saison 3, épisode 16 A Bummer for R.J. de Philip Leacock : Lois Johnson
- 1971 : L'Homme de fer (Ironside), saison 5, épisode 1 Tuez-le ! (Contract: Kill Ironside) de Don Weis : Mme Akerman
- 1971 : Opération danger (Alias Smith and Jones), saison 2 épisode 9 The Reformation of Harry Briscoe de Barry Shear : Madge
- 1974 : La Famille des collines (The Waltons), saison 3, épisode 9 The Marathon de Ralph Senensky  : Helen Faye
- 1974 : 200 dollars plus les frais (The Rockford Files), saison 1, épisode 11 Rien ne va plus, les jeux sont faits (The Dexter Crisis)  : Marge White
- 1975 : La Côte sauvage (Barbary Coast), saison unique, épisode 5 Guns for a Queen de Don McDougall : Mame
- 1975 : Sergent Anderson (Police Woman)
  - Saison 1, épisode 21 Bloody Nose : Mme Doherty
  - Saison 2, épisode 12 Don't Feed the Pigeons d'Herschel Daugherty : Sœur Clara
- 1976 : Baretta, saison 3, épisode 5 They Don't Make 'Em Like They Used To : Lucille
- 1978 : Barney Miller, saison 4, épisode 15 Rape : Catherine Lindsay
- 1978 : Drôles de dames (Charlie's Angels), saison 3, épisode 13 Le Démon des courses (Angels in the Stretch) : Gini
- 1979 : Hôpital central (General Hospital), feuilleton, épisodes non spécifiés : Coleen Middleton
- 1982 : La croisière s'amuse (The Love Boat), saison 5, épisode 14 Merci, je ne joue pas (I don't Play Anymore/Gopher's Roomate/Crazy for You) : Millicent Stockwell
- 1982 : L'Homme qui tombe à pic (The Fall Guy), saison 1, épisode 12 Les Aventures d'Ozzie et Harold (The Adventures of Ozzie and Harold) de Ron Satlof : Lucille

#### Téléfilms
- 1966 : The Mouse That Roared de Jack Arnold : Eleanor
- 1970 : Run, Simon, Run de George McCowan : Esther
- 1971 : Company of Killers de Jerry Thorpe : Marnie
- 1972 : Women in Chains de Bernard L. Kowalski : Simpson
- 1975 : The First 36 Hours of Dr. Durant d'Alexander Singer : Mme Graham
- 1976 : The Love Boat de Richard Kinon et Alan Myerson : Louella McKenzie
- 1978 : Crash (en) de Barry Shear : Sophie Cross
- 1979 : The Wild Wild West Revisited de Burt Kennedy : Lola
- 1980 : Pray (Pray TV) de Rick Friedberg : Millie Peebles

## Théâtre à Broadway (intégrale)
- 1959 : Billy Barnes Revue, musique et lyrics de Billy Barnes, livret et mise en scène de Bob Rodgers : rôles divers
- 1961 : The Billy Barnes People, revue, musique et lyrics de Billy Barnes, livret et mise en scène de Bob Rodgers : rôles divers
- 1962 : Venus at Large, pièce d'Henry Denker mise en scène par Rod Amateau : Olive Ogilvie